# AnnaSophia Robb
AnnaSophia Robb (født 8. december 1993 i Denver, Colorado, USA) er en amerikansk film- og TV-skuespiller samt sanger. Hun har haft roller i bl.a. serien Drake & Josh. Hun blev først kendt i 2005, efter at have spillet rollen som Violet Beauregarde i filmen Charlie og chokoladefabrikken fra 2005, og har også udgivet en singleplade, som blev brugt i filmen Broen til Terabithia, som hun også havde en hovedrolle i.
AnnaSophia Robb blev i februar 2012 udpeget til rollen som den unge Carrie Bradshaw i en prequel til den populære tv-serie og senere biograffilm Sex and the City.

## Opvækst
AnnaSophia Robb er datter af Janet, en indretningsarkitekt, og David, en arkitekt. Robb, som er af engelsk/skotsk/dansk/svensk/irsk oprindelse, er opkaldt efter sin oldemor Anna Sophie, og farmor Anna Marie.

## Filmografi
- Min bedste ven Winn-Dixie (2005) - Opal
- Charlie og chokoladefabrikken (2005) - Violet Beauregarde
- The Reaping (2007) - Loren McConnell
- Terabithia - et hemmeligt land (2007) - Leslie Burke
- Spy school (2008) - Jackie Hoffman
- Sleepwalking (2008) - Tara
- Jumper (2008) - Ung Millie
- Doubting Thomas (2008) - Jackie Hoffman
- Race to Witch Mountain (2009) - Sara
- Soul Surfer (2010) - Bethany Hamilton
- The Carrie Diaries (TV 2013/2014) - Carrie Bradshaw
- The Way Way Back (2013) - Susanna